# Цзишань
Цзиша́нь (кит. упр. 稷山, пиньинь Jìshān) — уезд городского округа Юньчэн провинции Шаньси (КНР).

## История
При империи Северная Вэй в 487 году был создан уезд Гаолян (高凉县). При империи Суй в 598 году он был переименован в Цзишань.
В 1949 году был создан Специальный район Юньчэн (运城专区), и уезд вошёл в его состав. В 1954 году Специальный район Линьфэнь был объединён со Специальным районом Юньчэн (运城专区) в Специальный район Цзиньнань (晋南专区). В 1970 году Специальный район Цзиньнань был расформирован, а вместо него образованы Округ Линьфэнь (临汾地区) и Округ Юньчэн (运城地区); уезд вошёл в состав округа Юньчэн. В 2000 году постановлением Госсовета КНР округ Юньчэн был преобразован в городской округ Юньчэн.

## Административное деление
Уезд делится на 5 посёлков и 2 волости.